# Salzburg
Salzburg (populație 150.000 în 2006) este al patrulea oraș ca mărime din Austria, capitală a statului federal Salzburg. Orașul Vechi (Altstadt) din Salzburg, cu arhitectura sa barocă renumită în întreaga lume, are unul din cele mai bine păstrate centre din lumea germanică, fiind înscris ca Loc din patrimoniul mondial pe Lista UNESCO din 1997.

## Numele
Salzburg („Cetatea/Orașul sării“) își datorează numele comerțului intens cu sare practicat pe vremuri în acest oraș, sare adusă mai ales din localitatea învecinată Reichenhall. “Reichenhall” înseamnă “Bogat în sare” (“Reich an Hall”, “hall” fiind denumirea arhaică medievală a sării). Salzburg și Reichenhall aparțineau în trecut aceleiași unități teritorial-politice, între ele neexistȃnd o frontieră de stat, ca în prezent. Salzburg a comercializat și sarea exploatată la Hallein.

## Istorie

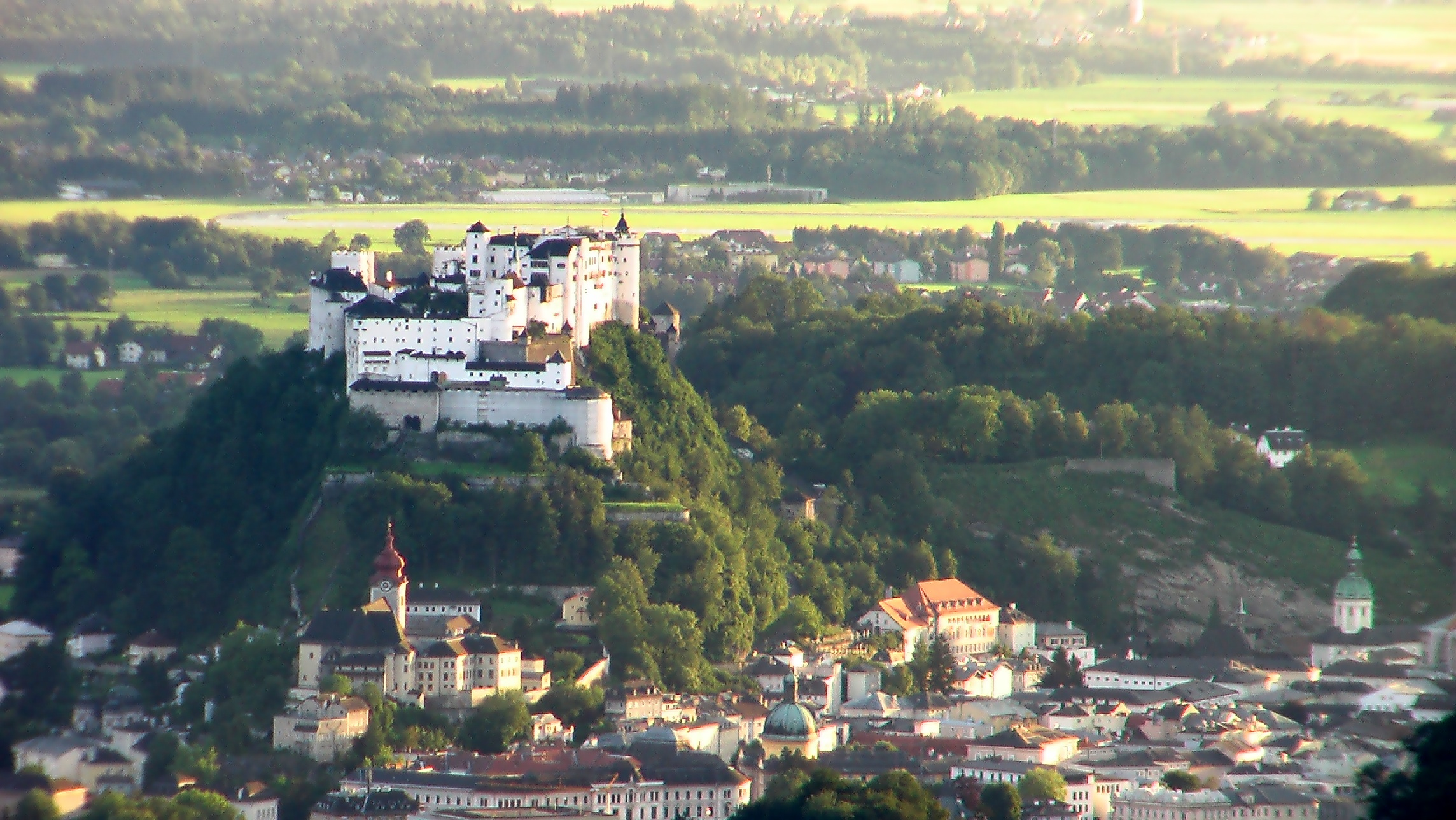
Salzburg

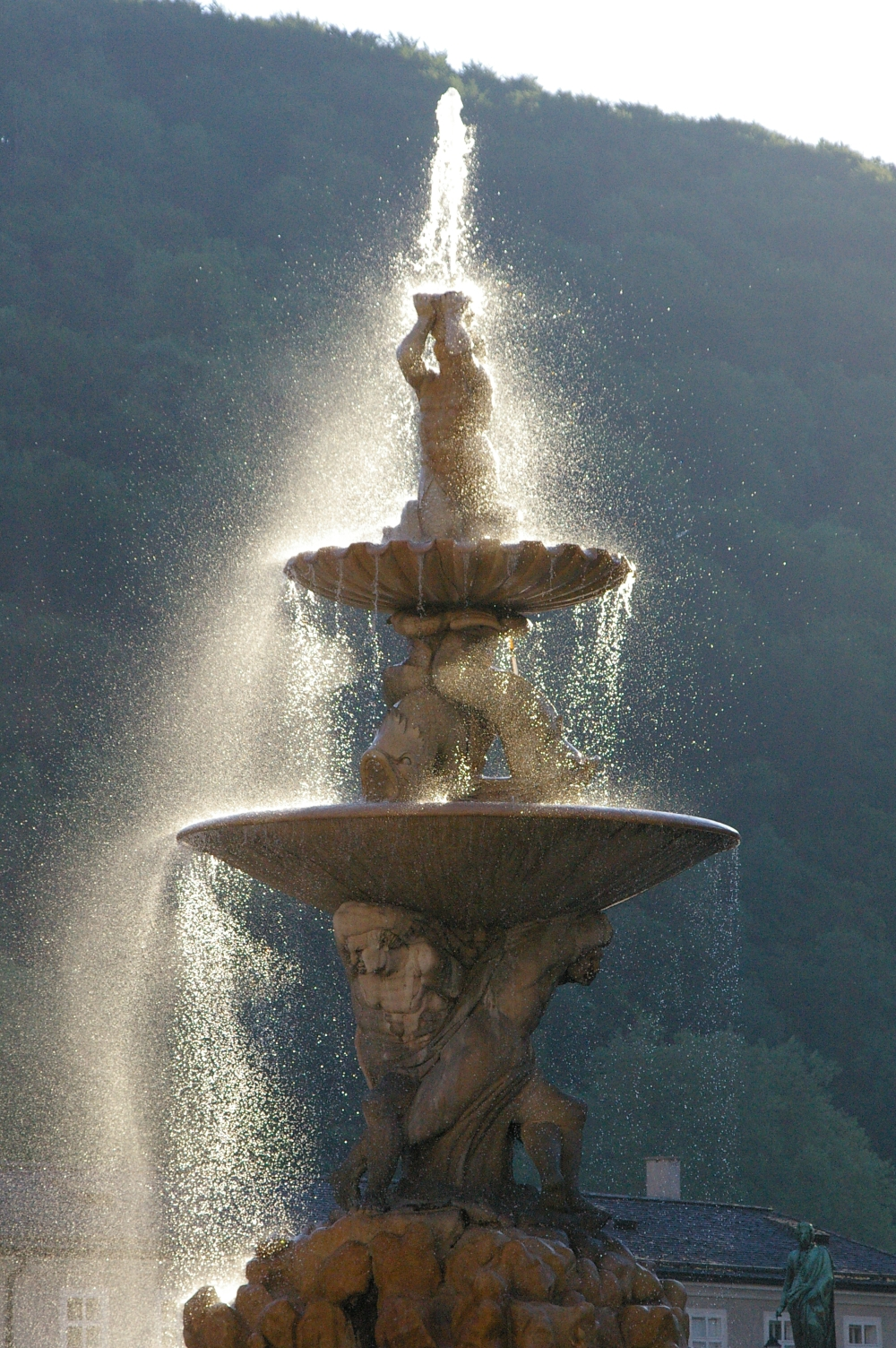
Residenzbrunnen, cea mai mare fântână barocă din Europa Centrală

Orașul Salzburg a fost populat încă de timpuriu, din perioada neolitică, în mare parte datorită salinelor din zonă. Săpăturile arheologice au scos la iveală relicve preistorice: cu aproximativ 1000 î.C. se găsea aici o colonie destul de numeroasă de iliri, atrasă de exploatarea salinelor de pe Dürnberg, lângă Hallein. După 400 de ani locul este ocupat de celți. Începând cu anul 15 î.C. micile comunități umane din zonă formează un oraș pe malurile râului Salzach. Romanii îl denumesc în timpul împaratului Claudius (41-45 î.C.) Juvavum și îl recunosc ca municipiu, fiind unul din cele mai importante orașe ale provinciei Noricum.
Următorul moment semnificativ în istoria Salzburg-ului o constituie, în anul 700 d.C., venirea misionarului Rupert în oraș. Acesta construiește o biserică închinată apostolului Petru și renovează Mănăstirea Sfântul Petru din Salzburg. De asemenea, pune temeliile unei mânăstiri de măicuțe pe muntele Nonnberg. Rupert este considerat întemeietorul orașului Salzburg.
În secolul al VIII-lea, în timpul domniei lui Carol cel Mare, Salzburg devine capitala domnitorilor bavarezi. În această perioadă a fost înființată Arhidieceza de Salzburg, cu o bază materială solidă. În anul 1077 începe construcția fortăreței de la Salzburg, Festung Hohensalzburg, pe ruinele unui castel roman. Între sec XIII-XVII se construiesc zidurile orașului.
În anul 1622 a fost înființată Universitatea din Salzburg.
Imaginea barocă actuală a orașului datează din secolul al XVII-lea, când arhiepiscopii Wolf Dietrich von Raitenau, Markus Sittikus von Hohenems și Paris Lodron pun în aplicare concepția ahitecturală a lui Wolf Dietrich.
În 1816 Salzburg trece sub administrația Austriei. Doi ani mai târziu, în urma unui incendiu puternic, orașul nou este distrus în întregime.
În anul 1920 se pun bazele festivalului orașului (Salzburger Festspiele), importantă manifestare culturală anuală, a cărei tradiție s-a păstrat până în zilele noastre. În anii 1960 se construiește un spațiu destinat acestor festivități (Festspielhaus).
În 1997 orașul vechi Salzburg a fost inclus pe lista patrimoniului mondial UNESCO.

## Monumente
- Castelul Hohensalzburg
- Catedrala din Salzburg (Salzburger Dom)
- Biserica Sfânta Treime (Dreifaltigkeitskirche)
- Biserica franciscană (Franziskanerkiche)
- Mănăstirea Sfântul Petru (Stift Sankt Peter)
- Palatul Mirabell (Schloss Mirabell)

## Mozart în Salzburg

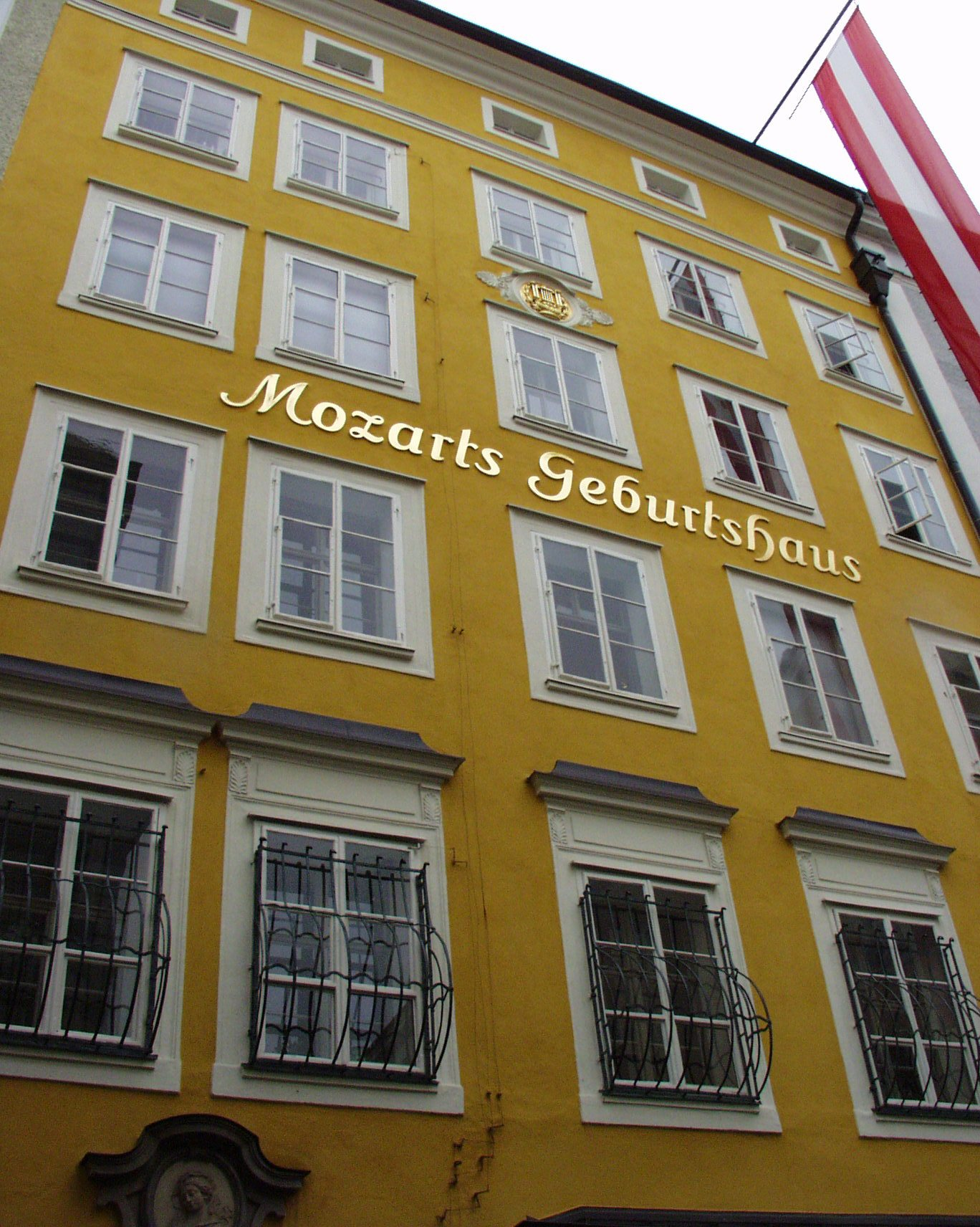
Casa natală a lui Mozart

La 27 ianuarie 1756 se naște Wolfgang Amadeus Mozart, într-o casă de pe Getreidegasse, la numărul 9. Această casă era cunoscută și sub numele de casa maestrului de dans (Tanzmeisterhaus), deoarece aici luase ființă, în anul 1711, o școală de dans pentru nobili, școală care, pe lângă orele de dans, mai oferea și cursuri de bune-maniere și comportare în societate. În această clădire au fost organizate câteodată chiar baluri ale înaltei societăți din Salzburg. Franz Karl Gottlieb Speckner, proprietarul casei din acea perioadă, avea legături strânse de prietenie cu tatăl lui Mozart și fusese chiar martor la cununia părinților lui Mozart. În anul 1765 familia Mozart a decis că spațiul respectiv era prea mic și a decis să se mute, lucru care a fost amânat până în 1773, când, după a treia călătorie a lui Mozart și a tatălui lui la Viena, familia se mută într-o casă în piața Hannibal ('Hannibalplatz') – astăzi 'Makartplatz', la numărul 8. O seamă de muzicieni au fost musafiri ai familiei, iar Mozart a compus aici între 1773 și 1780 simfonii, serenade, concerte pentru vioară și pian, arii, etc. În timpul celui de-al Doilea Război Mondial, trei sferturi din casa de pe Getreidegasse a fost distrusă de o bombă. În anul 1955, organizația internațională Mozarteum reușește să vândă bucata de casă rămasă. În anul 1994 această bucată a fost dărâmată și s-a început reconstrucția clădirii, care este în momentul de față muzeu Mozart.

## Personalități locale

### Muzicieni
- Mönch von Salzburg (secolul XIV)
- Paul Hofhaimer (1459-1537)
- Johann Stadlmayr (ca. 1575-1648)
- Bartholomäus Riedl († 1688)
- Heinrich Ignaz Franz Biber (1644-1704)
- Georg Muffat (1653-1704)
- Leopold Mozart (1719-1787)
- Michael Haydn (1737-1806)
- Wolfgang Amadeus Mozart (1756-1791)
- Joseph Wölfl (1773-1812)
- Sigismund von Neukomm (1778-1858)
- Joseph Mohr (1792-1848)
- Joseph Messner (1893-1969)
- Cesar Bresgen (1913-1988)
- Herbert von Karajan (1908-1989)
- Franz Mazura (1924)
- Thomas Zehetmair (1961)
- Robert Friedl (1963)
- Johannes Pillinger (1963)
- Angelika Kirchschlager (1965)
- Marie-Kathrin Melnitzky (1968)
- Sebastian Fuchsberger (1971)
- Genia Kühmeier (1975)
- Sabina Hank (1976)

### Scriitori
- Florian Reichssiegel (1735-1793)
- Joseph Mohr (1792-1848)
- Irma von Troll-Borostyáni (1847-1912)
- Stefan Zweig (1881-1942)
- Georg Trakl (1887-1914)
- Grete Weiskopf (1905-1966)
- Gerhard Amanshauser (1928-2006)
- Thomas Bernhard (1931-1989)
- Walter Kappacher (1938)
- Peter Handke (1942)
- Bodo Hell (1943)
- Ruth Aspöck (1947)
- Erich Wolfgang Skwara (1948)
- Walter Müller (1950)
- Karl-Markus Gauß (1954)
- Hansjörg Zauner (1959)
- Meta Merz (1965-1989)
- Peter Truschner (1967)

### Oameni de știință
- Theophrastus Bombastus von Hohenheim (Paracelsus) (1493-1541)
- Joseph Russegger (1802-1863)
- Christian Doppler (1803-1853)
- Virgil von Helmreichen zu Brunnfeld (1805-1852)
- Eduard Paul Tratz (1888-1977)
- Gerardo Reichel-Dolmatoff (1912-1994)
- Georg Zundel (1931-2007)
- Oswald Huber (1942)
- Heinz Wässle (1943)

### Actori
- Lída Baarová (1914-2000)
- Franz Muxeneder (1920-1988)
- Curth Anatol Tichy (1923-2004)
- Herbert Fux (1927-2007)
- Gaby Dohm (1943)
- Georg Schuchter (1952-2001)
- Andrea Spatzek (1959)
- Harald Krassnitzer (1960)
- Muriel Baumeister (1972)

### Pictori
- Rueland Frueauf (1470-1547)
- Joseph Bergler (1753-1829)
- Hans Makart (1840-1884)
- Adolph Johannes Fischer (1885–1936)
- Agnes Muthspiel (1914-1966)
- Cornelia Fischer ("Nela") (1954–1977)

## Clima
| Date climatice pentru Salzburg-Flughafen (LOWS)          | Date climatice pentru Salzburg-Flughafen (LOWS) | Date climatice pentru Salzburg-Flughafen (LOWS) | Date climatice pentru Salzburg-Flughafen (LOWS) | Date climatice pentru Salzburg-Flughafen (LOWS) | Date climatice pentru Salzburg-Flughafen (LOWS) | Date climatice pentru Salzburg-Flughafen (LOWS) | Date climatice pentru Salzburg-Flughafen (LOWS) | Date climatice pentru Salzburg-Flughafen (LOWS) | Date climatice pentru Salzburg-Flughafen (LOWS) | Date climatice pentru Salzburg-Flughafen (LOWS) | Date climatice pentru Salzburg-Flughafen (LOWS) | Date climatice pentru Salzburg-Flughafen (LOWS) | Date climatice pentru Salzburg-Flughafen (LOWS) |
| Luna                                                     | Ian                                             | Feb                                             | Mar                                             | Apr                                             | Mai                                             | Iun                                             | Iul                                             | Aug                                             | Sep                                             | Oct                                             | Nov                                             | Dec                                             | Anual                                           |
| -------------------------------------------------------- | ----------------------------------------------- | ----------------------------------------------- | ----------------------------------------------- | ----------------------------------------------- | ----------------------------------------------- | ----------------------------------------------- | ----------------------------------------------- | ----------------------------------------------- | ----------------------------------------------- | ----------------------------------------------- | ----------------------------------------------- | ----------------------------------------------- | ----------------------------------------------- |
| Maxima medie °C (°F)                                     | 3.2 (37,8)                                      | 5.6 (42,1)                                      | 10.4 (50,7)                                     | 14.3 (57,7)                                     | 19.9 (67,8)                                     | 22.2 (72)                                       | 24.4 (75,9)                                     | 24.2 (75,6)                                     | 20.1 (68,2)                                     | 14.8 (58,6)                                     | 7.8 (46)                                        | 4.0 (39,2)                                      | 14,2 (57,6)                                     |
| Media zilnică °C (°F)                                    | −0.8 (30,6)                                     | 0.7 (33,3)                                      | 4.8 (40,6)                                      | 8.5 (47,3)                                      | 13.8 (56,8)                                     | 16.5 (61,7)                                     | 18.6 (65,5)                                     | 18.3 (64,9)                                     | 14.3 (57,7)                                     | 9.3 (48,7)                                      | 3.6 (38,5)                                      | 0.4 (32,7)                                      | 9,0 (48,2)                                      |
| Minima medie °C (°F)                                     | −4 (24,8)                                       | −2.9 (26,8)                                     | 0.7 (33,3)                                      | 3.8 (38,8)                                      | 8.4 (47,1)                                      | 11.5 (52,7)                                     | 13.5 (56,3)                                     | 13.5 (56,3)                                     | 10.1 (50,2)                                     | 5.5 (41,9)                                      | 0.6 (33,1)                                      | −2.5 (27,5)                                     | 4,9 (40,8)                                      |
| Minima istorică °C (°F)                                  | −25.4 (−13.7)                                   | −21.8 (−7.2)                                    | −21.6 (−6.9)                                    | −3.9 (25)                                       | −2.1 (28,2)                                     | 2.0 (35,6)                                      | 3.7 (38,7)                                      | 4.3 (39,7)                                      | −1.6 (29,1)                                     | −8 (17,6)                                       | −17.8 (0)                                       | −26.8 (−16.2)                                   | −26,8 (−16,2)                                   |
| Precipitații mm (inches)                                 | 59.9 (2.358)                                    | 54.7 (2.154)                                    | 78.7 (3.098)                                    | 83.1 (3.272)                                    | 114.5 (4.508)                                   | 154.8 (6.094)                                   | 157.5 (6.201)                                   | 151.3 (5.957)                                   | 101.3 (3.988)                                   | 72.6 (2.858)                                    | 83.0 (3.268)                                    | 72.8 (2.866)                                    | 1.184,2 (46,622)                                |
| Zăpadă cm (inches)                                       | 24.0 (9.45)                                     | 23.9 (9.41)                                     | 21.7 (8.54)                                     | 2.9 (1.14)                                      | 0.1 (0.04)                                      | 0 (0)                                           | 0 (0)                                           | 0 (0)                                           | 0 (0)                                           | 0 (0)                                           | 12.1 (4.76)                                     | 27.8 (10.94)                                    | 112,5 (44,29)                                   |
| Nr. de zile cu precipitații (≥ 1.0 mm)                   | 10.1                                            | 9.5                                             | 11.9                                            | 11.8                                            | 12.1                                            | 15.0                                            | 14.4                                            | 13.2                                            | 10.8                                            | 9.3                                             | 10.8                                            | 11.8                                            | 140,7                                           |
| Nr. mediu de zile cu ninsoare (≥ 1.0 cm)                 | 15.4                                            | 11.7                                            | 6.1                                             | 1.4                                             | 0                                               | 0                                               | 0                                               | 0                                               | 0                                               | 0.1                                             | 5.1                                             | 13.1                                            | 52,9                                            |
| Ore însorite                                             | 67.0                                            | 91.9                                            | 130.0                                           | 152.6                                           | 196.4                                           | 193.9                                           | 221.1                                           | 202.8                                           | 167.7                                           | 129.7                                           | 81.2                                            | 62.8                                            | 1.697,1                                         |
| Sursă: Central Institute for Meteorology and Geodynamics |                                                 |                                                 |                                                 |                                                 |                                                 |                                                 |                                                 |                                                 |                                                 |                                                 |                                                 |                                                 |                                                 |

## Sport
Salzburg a fost oraș candidat pentru Jocurile Olimpice de iarnă din 2010, dar a pierdut în fața Vancouverului, Canada. În 2005 a candidat pentru Jocurile Olimpice de iarnă din 2014, dar a fost eliminat după prima rundă de vot ce a avut loc în Guatemala City pe 4 iulie 2007; Soci, Rusia a fost ales să găzduiască Jocurile Olimpice de iarnă din 2014.
Echipa de fotbal SV Austria Salzburg a ajuns în finala Cupei UEFA în 1994. Pe 6 aprilie 2005 Red Bull a cumpărat clubul, redenumindu-l FC Red Bull Salzburg. Stadionul echipei Red Bull Salzburg este Wals Siezenheim Stadium situat într-o suburbie a Salzburgului; a fost una din locațiile Campionatului European de Fotbal 2008.
Uniunea Internațională de Biatlon are sediul în Salzburg din iunie 1999.

## Alte evenimente
Premiul multimedia Europrix se acordă în Salzburg.

## Orașe înfrățite
Salzburg este înfrățit cu:
- Reims, Franța, din 1964
- Verona, Italia, din 1973
- León, Nicaragua, din 1984
- Singida, Tanzania, din 1984
- Busseto, Italia, din 1988
- Vilnius, Lituania, din 1989
- Dresden, Germania, din 1991[8]
- Kawasaki, Japonia, din 1992
- Meran, Italia, din 2000
- Shanghai, China, din 2004